# Мерітра Хатшепсут

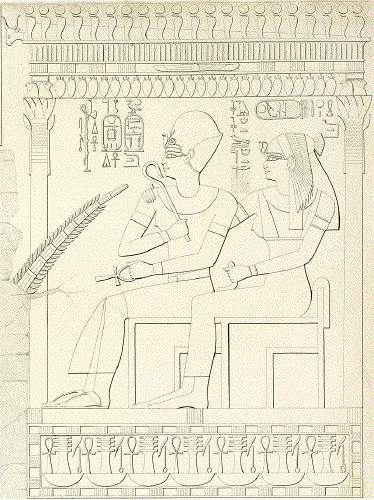
Мерітра Хатшепсут та її син Аменхотеп II

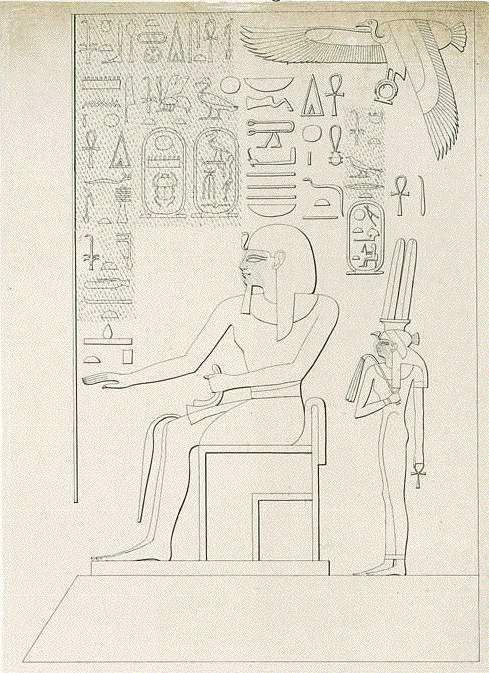
Мерітра Хатшепсут зображена в храмі Тутмоса III в Медінет-Абу

Мерітра Хатшепсут — «головна дружина» фараона Тутмоса III, мати його наступника Аменхотепа II. Мала також титули Дружина бога Амона, Пані Двох земель (nbt-t3wy), Рука бога Амона (djrt-ntr).
Раніше вважалося, що вона родичка (ймовірно, дочка, як і Нефрура) Хатшепсут. Нині вважають, що вона не має до неї ніякого відношення, але була благородного походження; статуя її батька Хуйа виставлена в Британському музеї.
Мала синів Аменхотепа II і Менхепера, і дочок Небетюнет, Ісиду і двох з ім'ям Мерітамон (можливо, близнючок?).